# Cmentarz prawosławny w Dąbrowicy Małej
Cmentarz prawosławny w Dąbrowicy Małej – nekropolia wyznania prawosławnego w Dąbrowicy Małej, administrowana przez parafię Świętych Apostołów Piotra i Pawła w Zahorowie. 
Na cmentarzu znajduje się wzniesiona po 1925 r. kaplica, w niej zaś – XIX-wieczna figura Chrystusa, która pierwotnie wystawiona była w kapliczce przydrożnej przy drodze do Tucznej. Na cmentarzu pochowany został malarz-prymitywista Bazyli Albiczuk, który żył i tworzył w Dąbrowicy Małej.

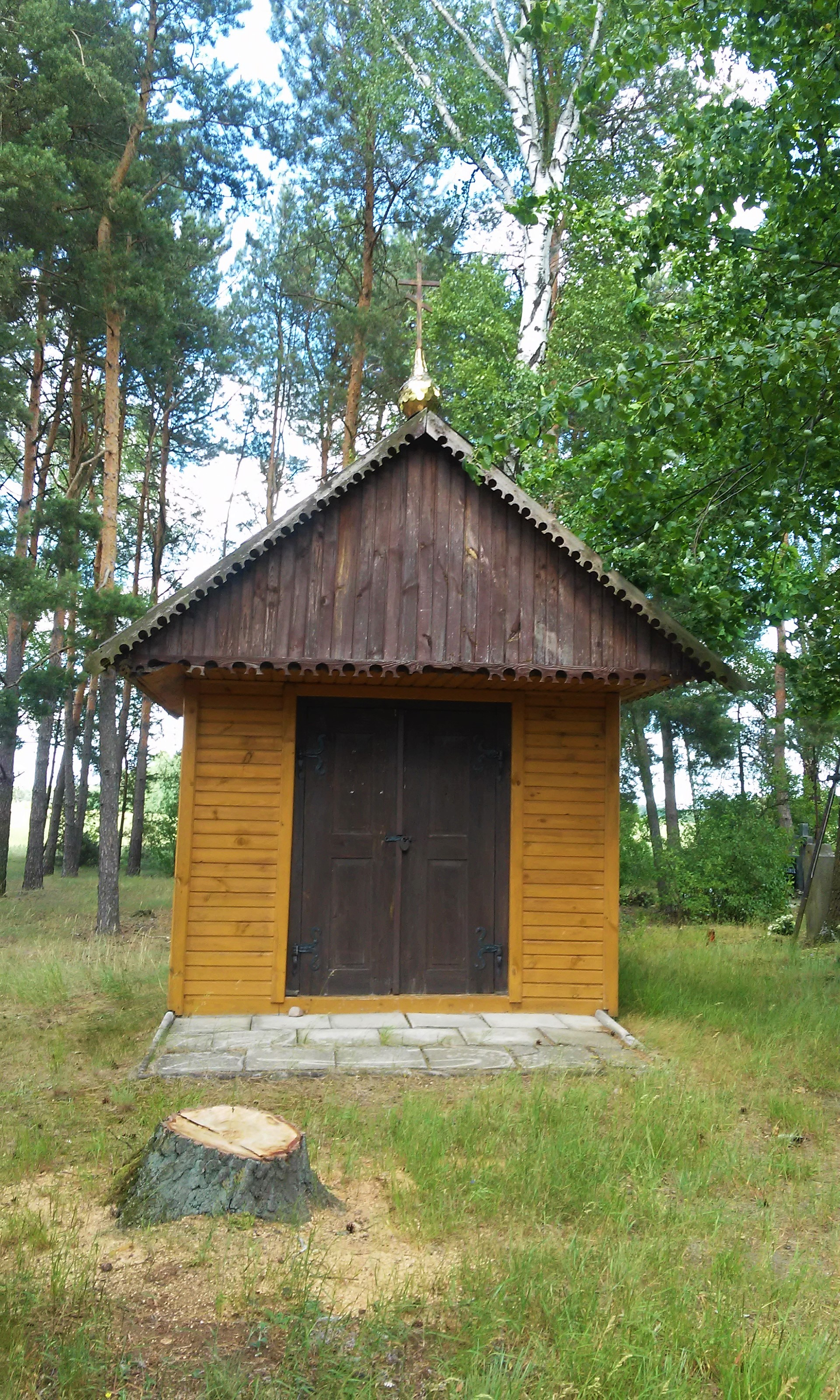
Kaplica cmentarna
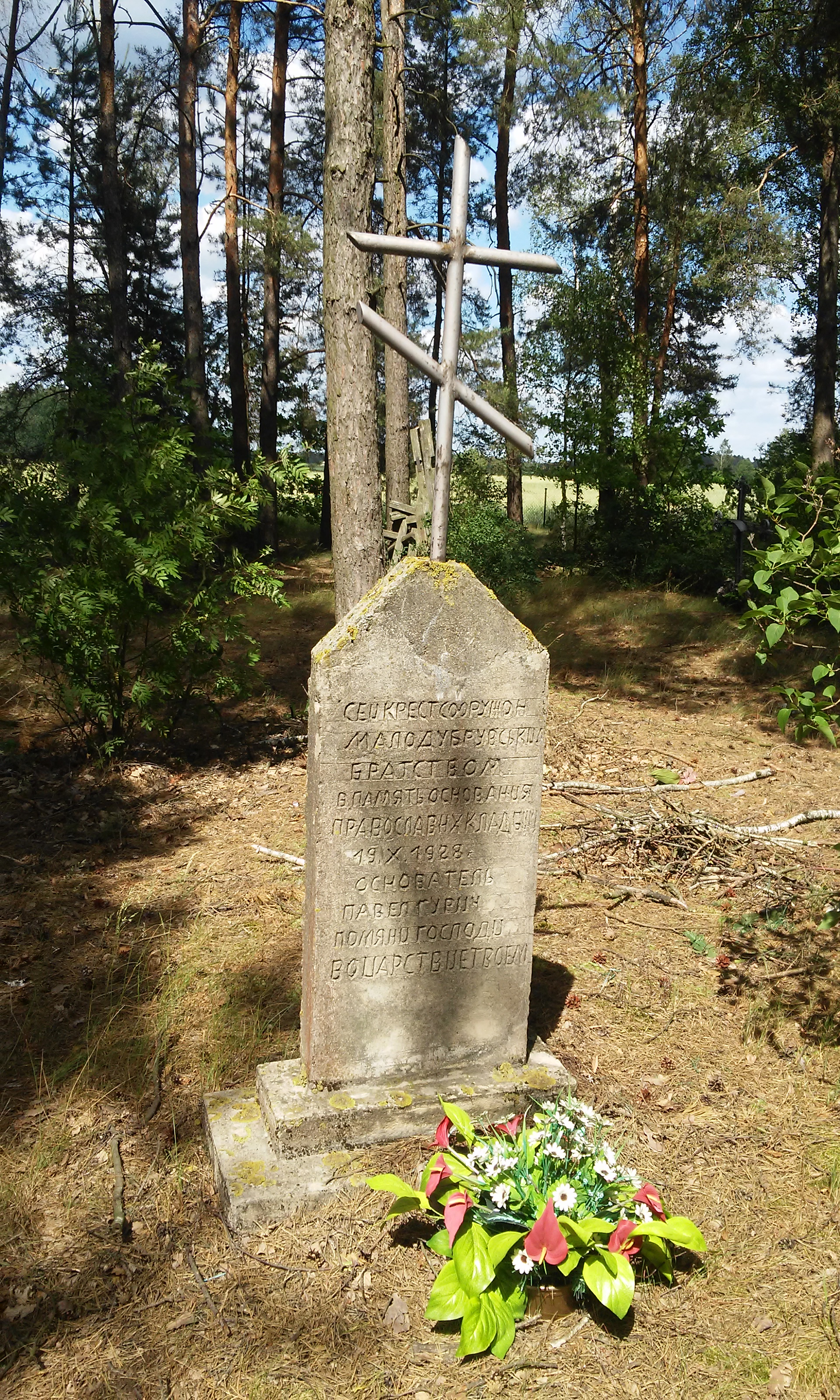
Krzyż wystawiony przez bractwo prawosławne z Dąbrowicy Małej, okres międzywojenny
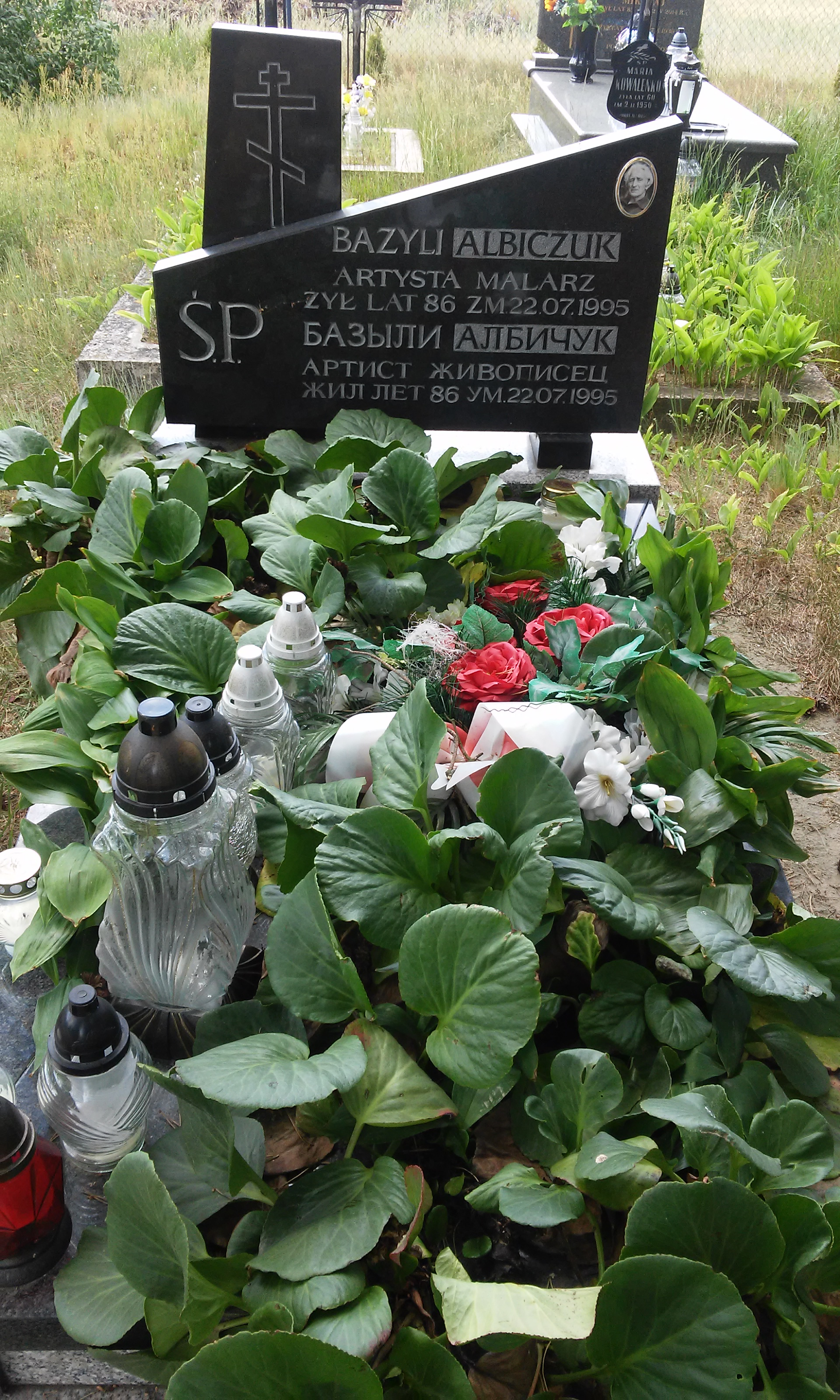
Grób Bazylego Albiczuka